# Marceli Żółtowski (zm. 1795)
Marceli Żółtowski herbu Ogończyk (zm. 17 września 1795) – łowczy poznański w latach 1792-1795, konsyliarz województwa poznańskiego w konfederacji targowickiej 1792 roku.